# Крутобалковский сельский совет (Новосанжарский район)
Крутобалковский сельский совет (укр. Крутобалківська сільська рада) — входит в состав
Новосанжарского района
Полтавской области
Украины.
Административный центр сельского совета находится в 
с. Крутая Балка.

## История
- 1926 — дата образования.

## Населённые пункты совета
- с. Крутая Балка
- с. Вольная Степь
- с. Дудкин Гай